# Topares

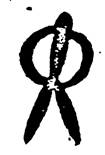
Arquero en la Cueva de los Letreros.

Topares es una localidad y pedanía española perteneciente al municipio de Vélez-Blanco, en la provincia de Almería. Dista 30 kilómetros de la cabecera municipal. Está situada en la parte noroccidental de la comarca de Los Vélez. Cerca de esta localidad se encuentra el núcleo de Cañadas de Cañepla.

## Demografía
Datos de población de los últimos años, según el INE español:
| Gráfica de evolución demográfica de Topares entre 2000 y 2022 |
|                                                               |
| Datos según el nomenclátor publicado por el INE.              |

## Patrimonio cultural
- Yacimiento de Macián, a 4 km del pueblo de Topares, se trata de un yacimiento arqueológico  de origen Íbero-Romano.[4]
- Parroquia de Nuestra Señora de las Nieves.
- Aljibe de la iglesia de Topares, inscrito en el Catálogo General del Patrimonio Histórico Andaluz.[5]

### Fiestas populares
La fiesta del pueblo, en honor a su patrona, la Virgen de las Nieves, se celebra alrededor del 5 de agosto.

## Servicios públicos
La localidad cuenta con un consultorio médico, adscrito al Hospital La Inmaculada. También cuenta con los servicios de un colegio público rural. Los martes por la mañana se celebra un pequeño mercadillo.

## Discusión sobre el nacimiento del Guadalquivir
Existe en la localidad un fuerte movimiento social que aboga por el reconocimiento de Topares como el nacimiento del río Guadalquivir debido a la existencia de aguas subterráneas, o argumentando que el aporte desde la población es el más estable a lo largo del año y con menor pendiente.